# Walbersdorf

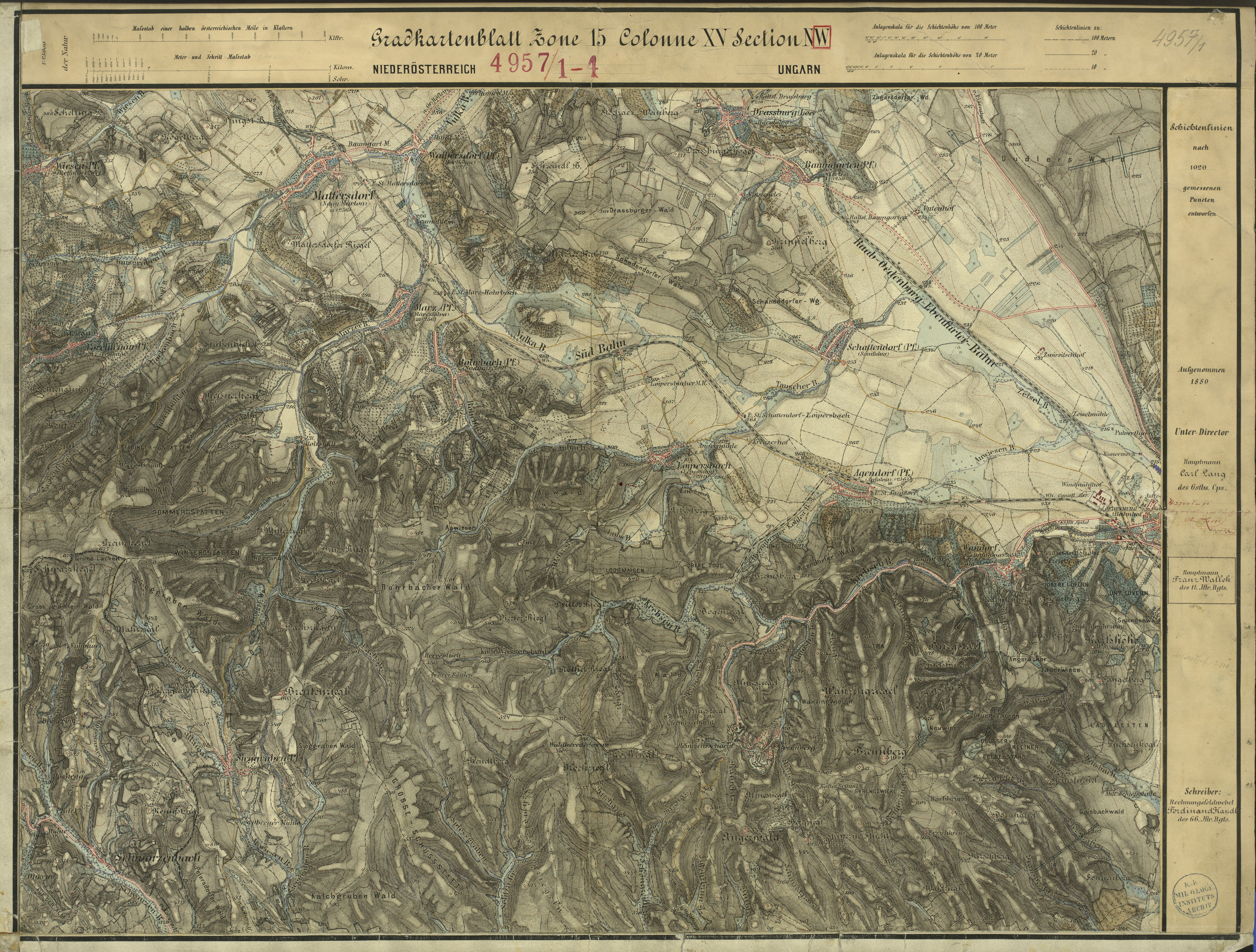
Walbersdorf/Borbolya im Nordwesten von Mattersdorf/Nagy Márton (Mitte oben), um 1880 (Aufnahmeblatt der Landesaufnahme)

Walbersdorf (ungarisch Borbolya, kroatisch Vujbrštof) ist ein Ortsteil und eine Katastralgemeinde der Stadt Mattersburg im Burgenland.

## Geschichte
Vor Christi Geburt war das Gebiet Teil des keltischen Königreiches Noricum und gehörte zur Umgebung der keltischen Höhensiedlung Burg auf dem Schwarzenbacher Burgberg.
Später unter den Römern lag das heutige Walbersdorf dann in der Provinz Pannonia.
1972 wurde Walbersdorf zur Bezirkshauptstadt Mattersburg eingemeindet.

## Kultur und Sehenswürdigkeiten
- Katholische Pfarrkirche Walbersdorf hl. Leonhard
- Evangelischer Glockenturm Walbersdorf
- Galerie für bäuerliche Antiquitäten und zeitgenössische Kunst
- Der Zwiebelturm

## Politik
- Ortsvorsteher ist Christian Ulrich (SPÖ).

## Persönlichkeiten

### Personen mit Bezug zu Walbersdorf
- Walbersdorf war auch Wohnort zweier burgenländischer Landeshauptmänner: Anton Schreiner und Lorenz Karall.